# Henri-Chapelle
Pour les articles homonymes, voir Chapelle (homonymie).
Henri-Chapelle (en wallon Hinri-Tchapele, en allemand Heinrichskapelle) est un village du Pays de Herve, en province de Liège de Belgique. Administrativement il fait partie de la commune de Welkenraedt située en région wallonne dans la province de Liège. C'était une commune à part entière avant la fusion des communes de 1977.
À 300 mètres à l'ouest du village, près du château d’eau, se trouve le point culminant du plateau de Herve, à 354 mètres d’altitude (DNG). Henri-Chapelle se trouve à 17 kilomètres au sud-ouest d'Aix-la-Chapelle.

## Évolution démographique
- Sources : INS, Rem. : 1831 jusqu'en 1970 = recensements, 1976 = nombre d'habitants au 31 décembre.

## Histoire
Le village s'est formé comme halte sur la route d'Aix-la-Chapelle à Reims. Jusqu'en 1792, il appartenait au duché de Limbourg.

## Patrimoine et culture

### Patrimoine architectural
- L'église Saint-Georges est d'architecture gothique avec une tour romane.
- Le château de Baelen (à Ruyff), est aujourd'hui un centre psychiatrique renommé. Fondé en 1875 par les Frères Alexiens[1]. Il accueille dans ses différentes unités environ 1 200 patients par an.
- Le château de Ruyff.
- La chapelle de la Trinité.
- La chapelle Saint-Roch.

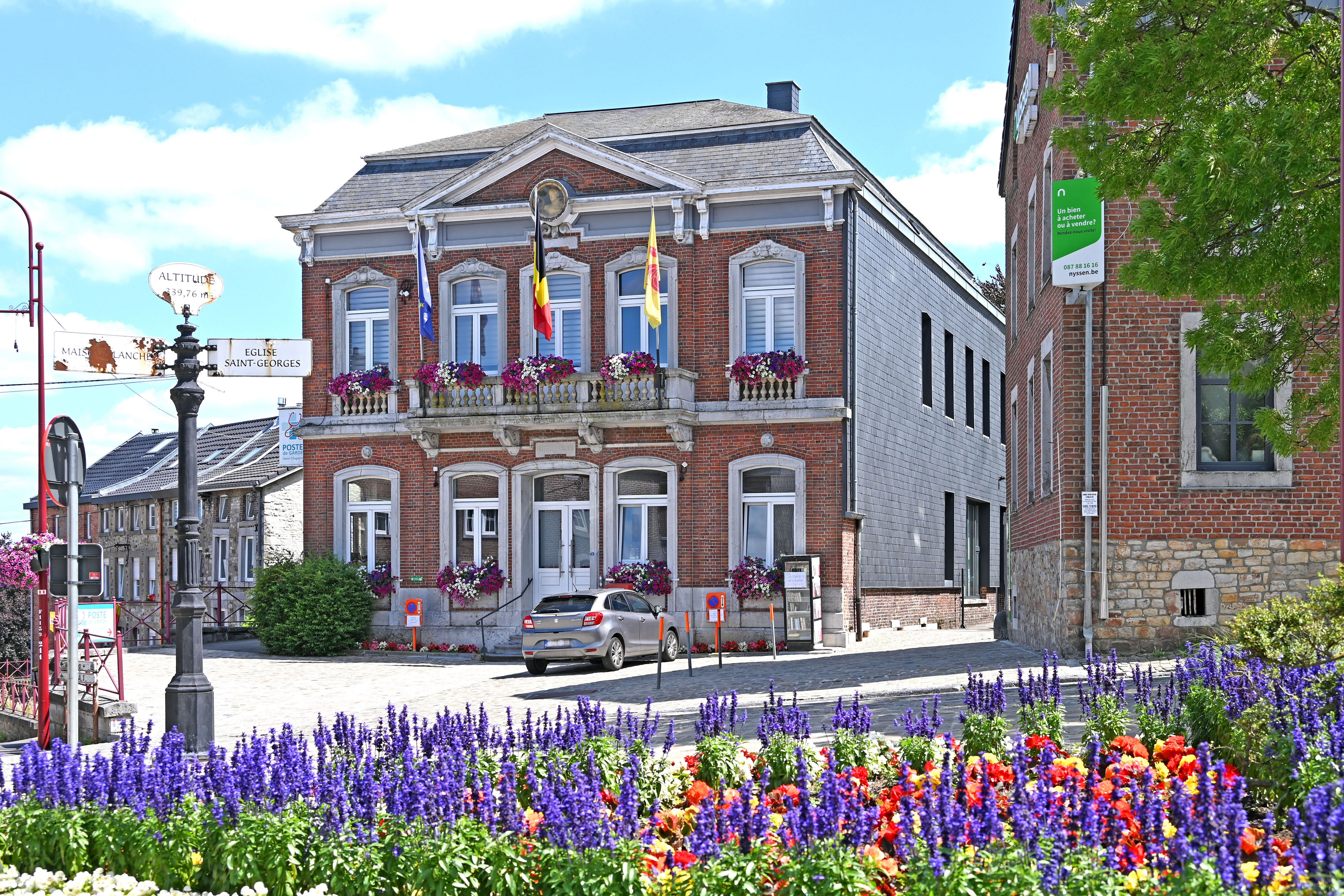
Hôtel de ville
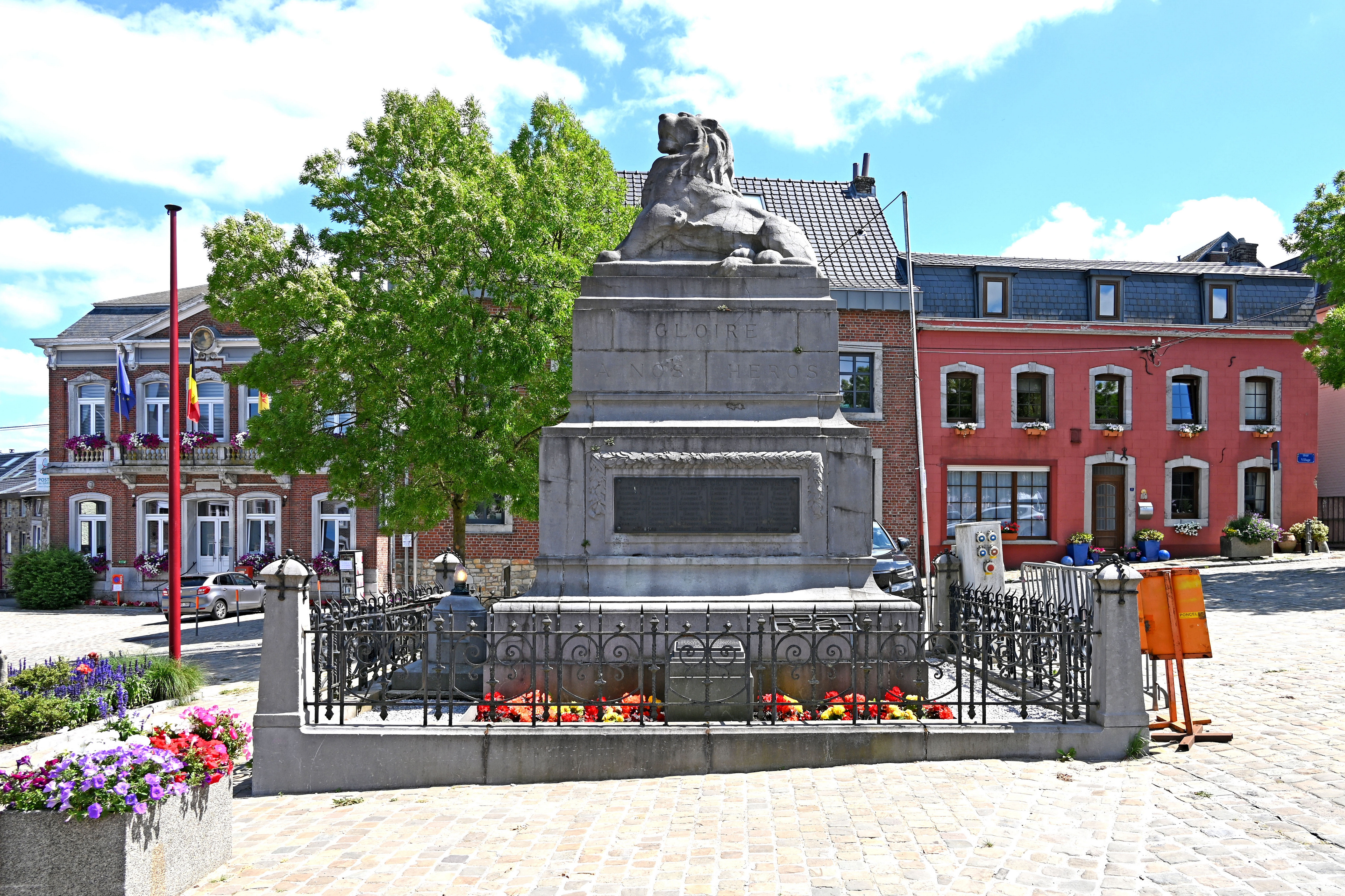
Monument Combattants
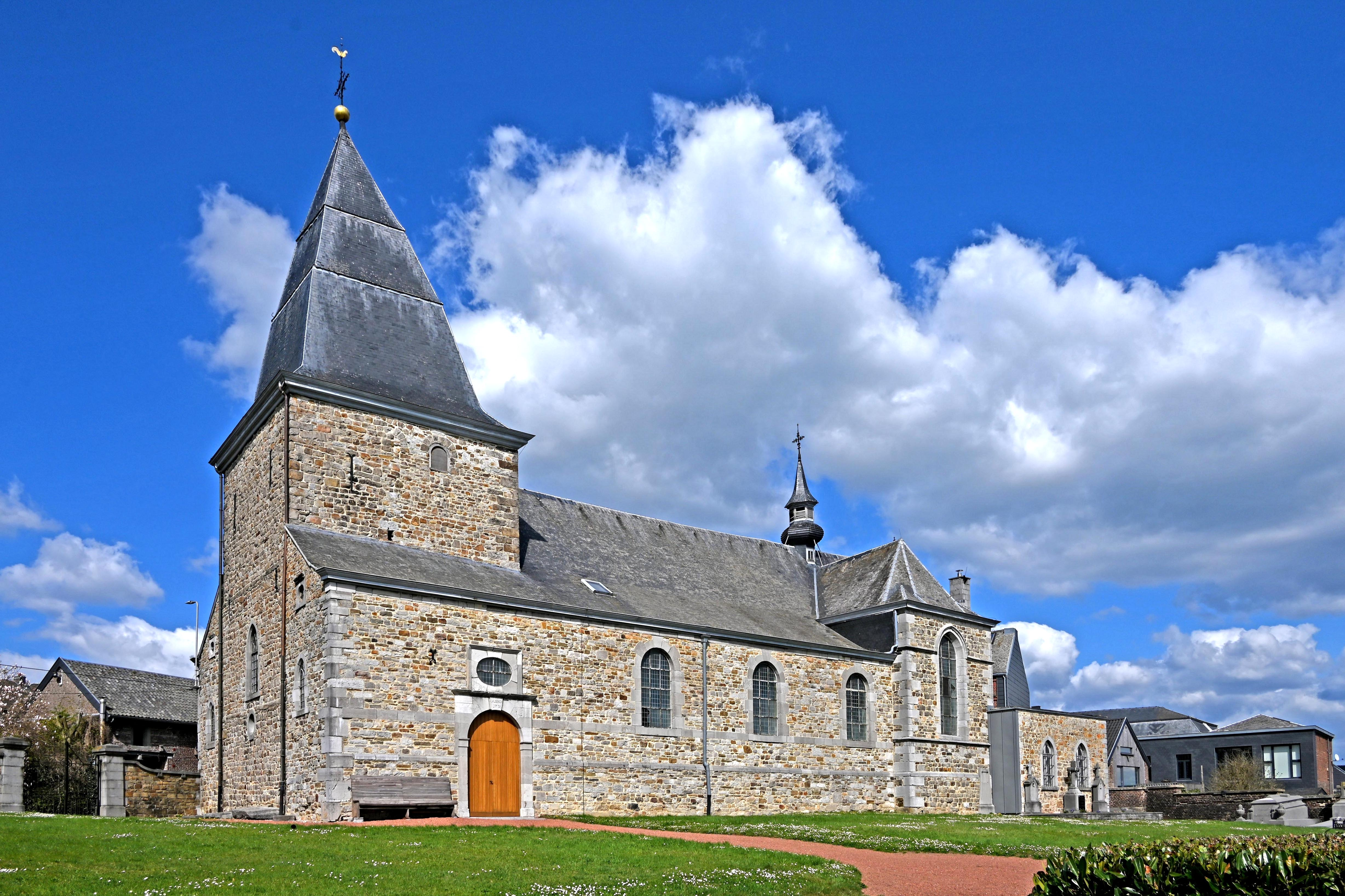
Église Saint-Georges
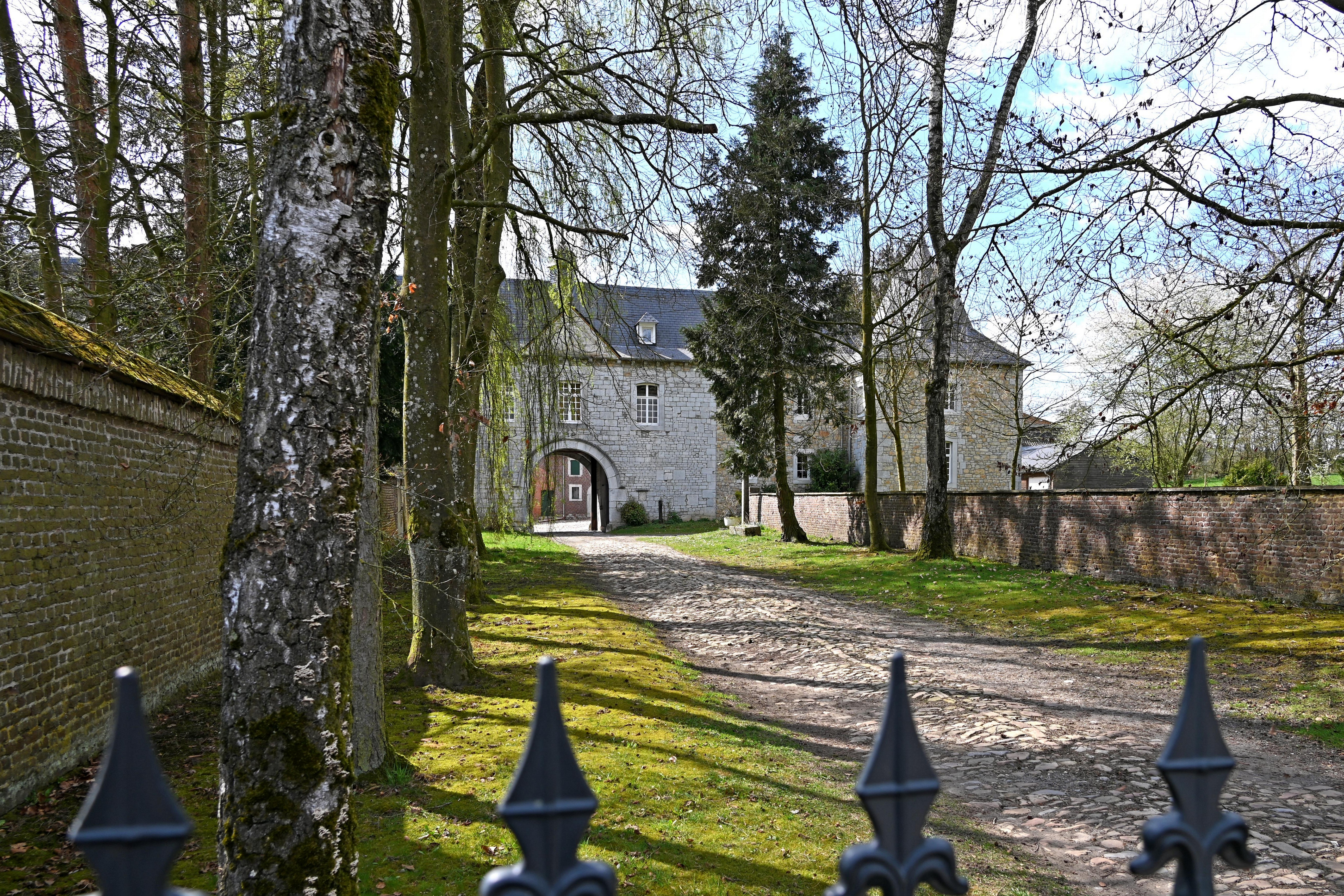
Château de Ruyff

- Dans le Cimetière américain qui se trouve à 4,5 km au nord du village, à Vogelsang-Hombourg, reposent 7 989 soldats morts pendant la Seconde Guerre mondiale de 1944-1945 en Ardenne ou en Allemagne. Il est remarquablement entretenu.

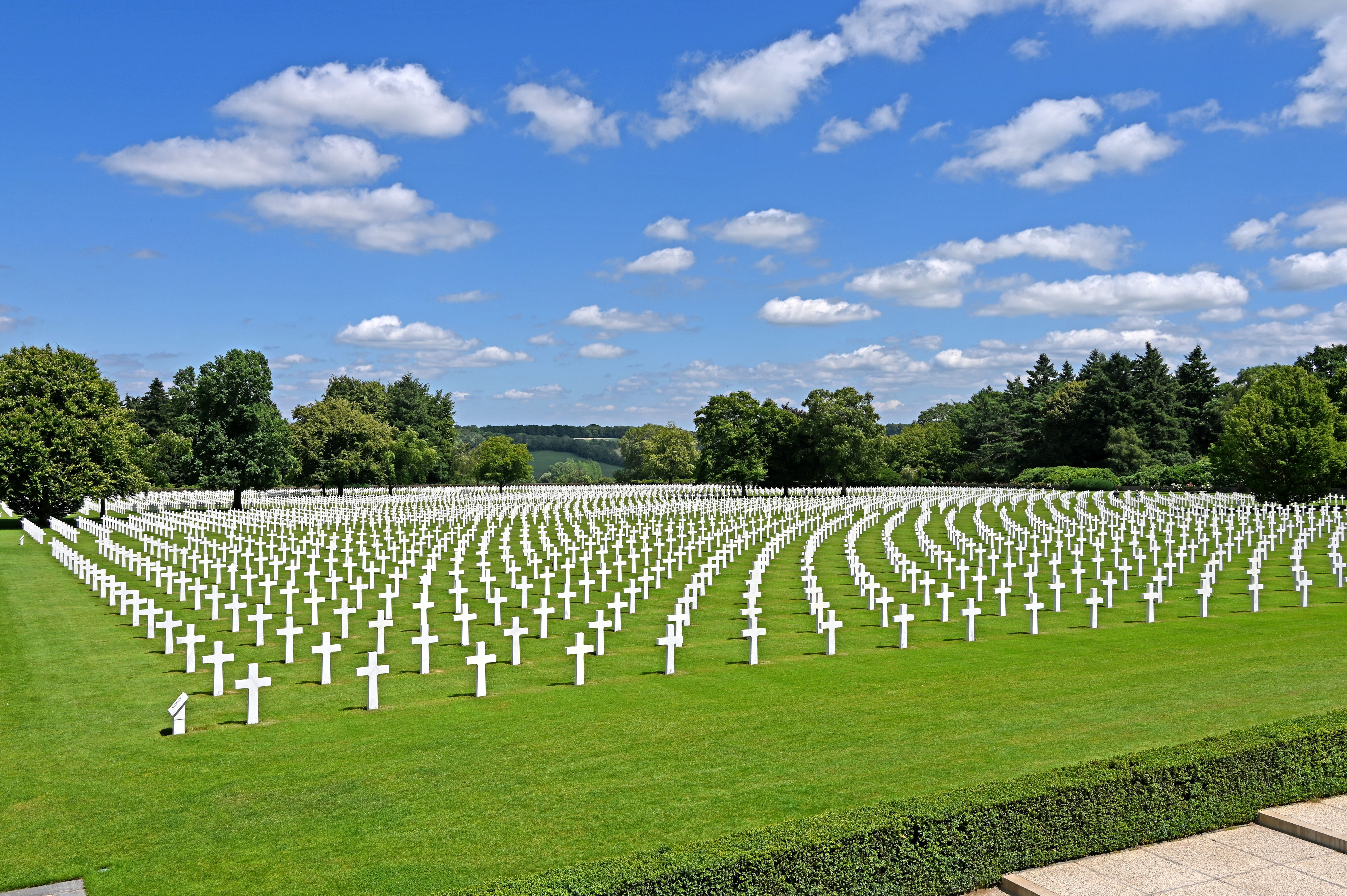
Le cimetière américain d'Henri-Chapelle

## Économie
La foire aux noix se tient chaque automne, à Henri-Chapelle, depuis environ 255 ans .

## Sports et vie associative

### Sports
Le Golf & Country Club Henri-Chapelle, affilié à l'Association francophone belge de golf, propose trois parcours de golf, deux 18 trous et un 9 trous. Son terrain vallonné en fait un des parcours les plus exigeants de Belgique.